# مؤتمر لندن (1921-1922)

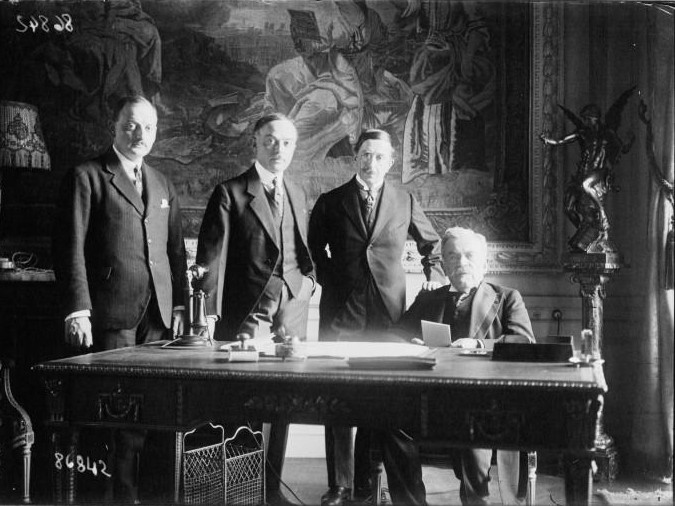
أعضاء الوفد اليوناني في فبراير 1921 مؤتمر لندن. من اليمين: رئيس الوزراء ووزير الخارجية نيكولاوس كالوجيروبولوس ، المبعوث الاستثنائي كفتانتزوغلو، العقيد بتوليمايوس ساريجيانيس، ضابط الأركان في جيش آسيا الصغرى، والمستشار البحري القائد بوبوليس (BNF / Agence Meurisse).

كان مؤتمر لندن (21 فبراير و 12 مارس 1921 ومارس 1922 في لندن في بريطانيا العظمى ) مؤتمراً عُقد من أجل التعامل مع المشكلات الناتجة عن معاهدات السلام التي أنهت الحرب العالمية الأولى ، وأبرزها معاهدة سيفر مع الإمبراطورية العثمانية التي عارضتها الحركة الوطنية التركية عسكريا.

## المرحلة الأولى من المؤتمر
لإنقاذ معاهدة سيفر اليت تم عقدها سابقا، عقد مؤتمر دبلوماسي في لندن بين 21 فبراير و12 مارس 1921. أجبر الوفاق الثلاثي القوميين على الاتفاق مع حكومة القسطنطينية. أصر بكير سامي ، ممثل أنقرة ، على أن مندوب اسطنبول لا يمكنه الدخول في المفاوضات، ورفض استخدام سيفر كأساس للمحادثات. لقد تم التفاوض مع سيفر مع الإمبراطورية العثمانية ، وليس مع دولة تركيا المحررة مؤخرًا.

## المرحلة الثانية من المؤتمر
عقد اجتماع آخر في لندن في مارس 1922. كان الحلفاء يأملون، دون النظر في مدى نجاحات أنقرة، في فرض تعديل معاهدة سيفر كتسوية سلمية على أنقرة. واقترح وزراء خارجية دول الوفاق على أنقرة إقامة دولة أرمينية في شرق الأناضول، وإخراج القوات التركية من منطقة المضيق. كما تم التقرير على التخلي التركي عن الإغريق في سميرنا وتراقيا الشرقية ، بما في ذلك أدرانوبل. وفي المقابل عرض الحلفاء رفع حدود سيفر للجيش التركي إلى 85000 رجل، وإزالة الضوابط المالية الأوروبية على الحكومة التركية، مع الإبقاء على لجنة الامتيازات والديون العامة. كانت هذه المقترحات متعارضة تمامًا مع الميثاق الوطني للبرلمان العثماني الأخير، مما سهل على مجلس أنقرة رفضها.